# Missori
Missori – stacja metra w Mediolanie, na linii M3. Znajduje się na Piazza Giuseppe Missori, w Mediolanie i zlokalizowana jest pomiędzy stacjami Duomo i Crocetta. Została otwarta w 1990. Stacja połączona jest wydzielonym chodnikiem na powierzchni z przystankiem Sforza Policlinico na linii M4.